# Yuzawa Masato
Masato Yuzawa (湯澤 聖人 Yuzawa Masato, sinh ngày 10 tháng 10 năm 1993) là một cầu thủ bóng đá người Nhật Bản thi đấu cho Ventforet Kofu.

## Thống kê câu lạc bộ
Cập nhật đến ngày 23 tháng 2 năm 2018.
| Thành tích câu lạc bộ | Thành tích câu lạc bộ | Thành tích câu lạc bộ | Giải vô địch | Giải vô địch | Cúp                   | Cúp                   | Cúp Liên đoàn | Cúp Liên đoàn | Tổng cộng | Tổng cộng |
| Mùa giải              | Câu lạc bộ            | Giải vô địch          | Số trận      | Bàn thắng    | Số trận               | Bàn thắng             | Số trận       | Bàn thắng     | Số trận   | Bàn thắng |
| Nhật Bản              | Nhật Bản              | Nhật Bản              | Giải vô địch | Giải vô địch | Cúp Hoàng đế Nhật Bản | Cúp Hoàng đế Nhật Bản | J.League Cup  | J.League Cup  | Tổng cộng | Tổng cộng |
| --------------------- | --------------------- | --------------------- | ------------ | ------------ | --------------------- | --------------------- | ------------- | ------------- | --------- | --------- |
| 2016                  | Kashiwa Reysol        | J1 League             | 11           | 0            | 1                     | 0                     | 3             | 0             | 15        | 0         |
| 2017                  | Kyoto Sanga           | J2 League             | 9            | 0            | 0                     | 0                     | –             | –             | 9         | 0         |
| Tổng cộng sự nghiệp   | Tổng cộng sự nghiệp   | Tổng cộng sự nghiệp   | 20           | 0            | 1                     | 0                     | 3             | 0             | 24        | 0         |